# Святые Переводчики

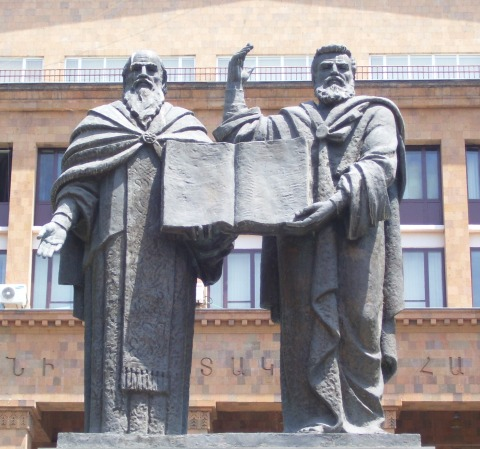
Памятник католикосу Сааку Партеву и епископу Месропу Маштоцу перед зданием Ереванского государственного университета

Святые Переводчики (арм. Սուրբ Թարգմանիչներ, Сурб Таргманичнер) — группа монахов и учёных под руководством Саака Партева и Месропа Маштоца, участвовавших в подготовке первого перевода Библии на армянский язык в начале V века. В честь них в октябре — ноябре празднуется День Святых Переводчиков, а также названы многочисленные церкви и монастыри.

## История
История переводчиков и их работы изложена в основном в «Житии Маштоца» за авторством Корюна, называющего себя одним из учеников и переводчиков.
Хотя христианство было объявлено государственной религией Армении в начале IV века (традиционная дата — 301 год) царём Трдатом III (287—330), к концу IV века оставалось большое количество некрещённых армян. На тот момент не было письменности на армянском языке, тексты Библии читались на сирийском или, реже, греческом языке и устно переводились на армянский, что затрудняло обращение армян в христианство.
Святые Переводчики были собраны католикосом Сааком I Партевом (348—439) и епископом Месропом Маштоцем (около 361/362 — 440). По словам Корюна, Месроп Маштоц путешествовал по Сирии и Восточной Римской империи, а также посылал своих учеников в поисках библейских и патристических текстов для изучения и перевода.
Для написания Библии Месропом Маштоцем был создан армянский алфавит, поскольку он счёл имеющееся сирийское письмо плохо подходящим для записи армянского языка.
Считается, что перевод Библии был завершён около 435 года. После этого на протяжении всего V века последовала первая волна армянской литературы, включающая переводы патристических текстов.

## Список
Однозначного списка Святых Переводчиков не существует. В качестве таковых рассматривают следующих людей:
- Давид Анахт[2]
- Егише[2]
- Езник Кохбаци[2]
- Корюн[2]
- Лазарь Парпеци[2]
- Мамбре Верцанох[2]
- св. Месроп Маштоц[2]
- св. Мовсес Хоренаци[2]
- Овсеп Пахнаци[арм.][3][2]
- св. Саак Партев[2]

## Праздники в честь Святых Переводчиков
У Армянской апостольской церкви есть два праздника в честь Святых Переводчиков:
- В июне празднуется день памяти Месропа Маштоца и Саака Партева[2]. Он проходит в четверг на 33-й день после Духова дня. По легенде, в этот день Маштоц и Партев встретились на берегу Аракса. В этот день проходит празднование в селе Ошакан в Арагацотнской области, где захоронен Месроп Маштоц, сопровождающееся паломничеством из разных частей Армении[3].
- В октябре — ноябре празднуется День Святых Переводчиков (арм. Սուրբ Թարգմանչաց տօն Сурб Таргманчац тон). Это не только церковный, но и популярный народный праздник[2]. Празднуется в период с 3 октября по 7 ноября[3]. Как вторая суббота октября включён в календарь государственных праздников Республики Армения[4]. Помимо Святых Переводчиков V века в этот день могут восхвалять также других армянских переводчиков, таких как Григор Нарекаци (около 951—1003) и Нерсес IV Шнорали (около 1100—1173)[5].

Празднованию посвящены оды, стихи, духовные и народные песни.

## Память
- Гимн «Ворк зардарецин» (арм. Որք զարդարեցին) за авторством Вардана Аревелци[2]
- Монастырь Святых Переводчиков:[править]  -  Монастырь Святых Переводчиков — в селе Айгешат в Армавирской области Армении.
  -  Монастырь Святых Переводчиков — к северо-западу от посёлка Верхний Дашкесан в Дашкесанском районе Азербайджана.
  -  Монастырь Святых Переводчиков — в селе Нургут в Нахичеванской Автономной Республике, Азербайджан.
- Церковь Святых Переводчиков:[править]  -  Церковь Сурб Таргманчац[азерб.] — в селе Кагарци, Ходжавендский район, Азербайджан.
  -  Церковь Сурб Таргманчац — в городе Пятигорск, Ставропольский край, Россия.
  -  Церковь Сурб Таргманчац[арм.] — в городе Тегеран, Иран.